# François de Lespérut
Pour les articles homonymes, voir Lespérut.
François de Lespérut est un homme politique français né le 5 août 1813 à Paris et décédé le 9 octobre 1873 à Chaumont (Haute-Marne).

## Biographie
Fils de François Victor Jean de Lespérut, baron de l'Empire et député, il est agronome et maitre de forges. Sous la Monarchie de Juillet, il est maire d'Eurville, conseiller général du canton de Poissons. Il est député de la Haute-Marne de 1849 à 1851, siégeant à droite. D'abord opposé au coup d’État du 2 décembre 1851, il se rallie au régime et retrouve son siège de député de 1852 à 1870, faisant preuve d'une grande indépendance dans ses votes. En 1869, il signe l'adresse des 116 et vote avec le Tiers-Parti libéral. Il est représentant de la Haute-Marne de 1871 à 1873, siégeant au centre-droit avec les orléanistes.

## Sources
- « François de Lespérut », dans Adolphe Robert et Gaston Cougny, Dictionnaire des parlementaires français, Edgar Bourloton, 1889-1891 [détail de l’édition]